# 36. People’s Choice Awards-gála
Az 36. People’s Choice Awards-gála a 2009-es év legjobb filmes, televíziós és zenés alakításait értékelte. A díjátadót 2010. január 6-án tartották a kaliforniai Nokia Theatreben, a műsor házigazdája Queen Latifah volt. A ceremóniát a CBS televízióadó közvetítette.

## Győztesek és jelöltek
Forrás:
| Az év férfi filmsztárja | Az év női filmsztárja                                                                                                  |
| --- | --- |
| - Johnny Depp - Brad Pitt - Hugh Jackman - Robert Pattinson - Ryan Reynolds | - Sandra Bullock - Anne Hathaway - Drew Barrymore - Jennifer Aniston - Kristen Stewart                                 |
| Az év akciófilm-sztárja | Az év vígjáték-sztárja                                                                                                 |
| - Hugh Jackman - Christian Bale - Gerard Butler - Shia LaBeouf - Vin Diesel | - Jim Carrey - Adam Sandler - Ben Stiller - Ryan Reynolds - Vince Vaughn                                               |
| Az év áttörő alakítást nyújtó színésznője | Az év áttörő alakítást nyújtó színésze                                                                                 |
| - Miley Cyrus - Anna Kendrick - Emily Osment - Ginnifer Goodwin - Zoë Saldana | - Taylor Lautner - Chris Pine - Joseph Gordon-Levitt - Sam Worthington - Zachary Quinto                                |
| Az év csapata | Az év független filmje                                                                                                 |
| - Kristen Stewart, Robert Pattinson és Taylor Lautner - Alkonyat és Alkonyat – Újhold - Daniel Radcliffe, Emma Watson és Rupert Grint - Harry Potter és a Félvér Herceg - Ryan Reynolds és Sandra Bullock - Nász-ajánlat - Shia LaBeouf és Megan Fox - Transformers: A bukottak bosszúja - Daniel Henney, Dominic Monaghan, Hugh Jackman, Liev Schrieber, Ryan Reynolds és will.i.am - X-Men kezdetek: Farkas | - Becstelen brigantyk - 500 nap nyár - District 9 - Parajelenségek - Madea Goes To Jail                                |
| Az év vígjátéka | Az év filmje |
| - Nász-ajánlat - Megint 17 - A csajok háborúja - Másnaposok - Nem kellesz eléggé | - Alkonyat - Másnaposook - Harry Potter és a Félvér Herceg - Nász-ajánlat - Star Trek                                  |
| Az év drámaműsora | Az év vígjátékműsora                                                                                                   |
| - Doktor House - CSI: A helyszínelők - A Grace klinika - Lost – Eltűntek - NCIS | - Agymenők - Született feleségek - Így jártam anyátokkal - Office - Két pasi – meg egy kicsi                           |
| Az év tévés drámai színésze | Az év tévés drámai színésznője                                                                                         |
| - Hugh Laurie - Kiefer Sutherland - Mark Harmon - Matthew Fox - Patrick Dempsey | - Katherine Heigl - Anna Paquin - Blake Lively - Jennifer Love Hewitt - Mariska Hargitay                               |
| Az év tévés vígjátékszínésze | Az év tévés vígjátékszínésznője                                                                                        |
| - Steve Carell - Alec Baldwin - Charlie Sheen - Jim Parsons - Neil Patrick Harris | - Alyson Hannigan - America Ferrera - Amy Poehler - Eva Longoria - Tina Fey                                            |
| Az év megszállottságot okozó sorozata | Az év versenyshowja |
| - True Blood – Inni és élni hagyni - Dexter - Gossip Girl – A pletykafészek - The Hills - Az amerikai tini titkos élete | - American Idol - Dancing with the Stars - Project Runway - So You Think You Can Dance - Survivor: Samoa               |
| Az év új drámaműsora | Az év új vígjátékműsora                                                                                                |
| - Vámpírnaplók - FlashForward – A jövő emlékei - A férjem védelmében - NCIS: Los Angeles - V, mint veszélyes | - Glee – Sztárok leszünk! - Szerencsés véletlen - A Cleveland Show - Született szinglik - Modern család                |
| Az év állatos műsora | Az év férfi előadója                                                                                                   |
| - A csodálatos kutyadoki - Állatrendőrség - DogTown - A póráz két végén - Rescue Ink Unleashed | - Keith Urban - Eminem - Jason Mraz - John Mayer - Tim Mcgraw                                                          |
| Az év női előadója | Az év countryzenésze                                                                                                   |
| - Taylor Swift - Beyoncé - Britney Spears - Carrie Underwood - Pink | - Carrie Underwood - Brad Paisley - Keith Urban - Rascal Flatts - Taylor Swift                                         |
| Az év kiemelkedő zenésze | Az év rockzenésze |
| - Lady Gaga - Adam Lambert - Demi Lovato - Kris Allen - Susan Boyle | - Paramore - Daughtry - Green Day - Kings Of Leon - Muse                                                               |
| Az év kollaborációja | Az év R&B zenész |
| - Jay-Z, Rihanna, Kanye West - "Run This Town" - Cobra Starship, Leighton Meester - "Good Girls Go Bad" - The Lonely Island, T-Pain - "I'm on a Boat" - T.I., Rihanna - "Live Your Life" - Jason Mraz, Colbie Caillat - "Lucky" | - Mariah Carey - Alicia Keys - Beyoncé - Jennifer Hudson - Usher                                                       |
| Az év popzenésze | Az év hip-hopzenésze                                                                                                   |
| - Lady Gaga - The Black Eyed Peas - Britney Spears - Katy Perry - Taylor Swift | - Eminem - Flo Rida - Jay-Z - Lil' Wayne - T.I.                                                                        |
| Az év franchise-a | Az év családi filmje                                                                                                   |
| - Alkonyat - Harry Potter - Star Trek - Transformers - X-Men | - Fel - Hannah Montana – A film - Jégkorszak 3. – A dínók hajnala - Éjszaka a múzeumban 2. - Ahol a vadak várnak       |
| Az év sci-fi/fantasyműsora | Az év beszélgetős műsora                                                                                               |
| - Odaát - Hősök - Lost – Eltűntek - True Blood – Inni és élni hagyni - Vámpírnaplók | - The Ellen DeGeneres Show - Chelsea Lately - Live with Regis and Kelly - The Oprah Winfrey Show - The Tyra Banks Show |
| Az év internetes celebje | |
| - Ashton Kutcher - Andy Samberg - Miley Cyrus - P.Diddy - Will Ferrell | |

## Műsorvezetők
A gálán az alábbi műsorvezetők működtek közre:
- Ellen DeGeneres
- Rascal Flatts
- Kate Walsh
- Sofía Vergara
- James Denton
- Chevy Chase
- Christian Slater
- Jenna Elfman
- Kellan Lutz
- Paula Patton
- will.i.am
- George Lopez
- Jackie Chan
- Queen Latifah
- Josh Holloway
- Ginnifer Goodwin
- Demi Lovato
- Colbie Caillat
- Jessica Alba
- Kathryn Morris
- LL Cool J
- Greg Grunberg
- Taraji P. Henson
- Sacha Baron Cohen
- Katie Cassidy

## Fordítás
- Ez a szócikk részben vagy egészben  a(z)   36th People's Choice Awards című angol Wikipédia-szócikk fordításán alapul.  Az eredeti cikk szerkesztőit annak laptörténete sorolja fel. Ez a jelzés csupán a megfogalmazás eredetét és a szerzői jogokat jelzi, nem szolgál a cikkben szereplő információk forrásmegjelöléseként.